# Trommler beim Zaren
Trommler beim Zaren ist eine Kurzgeschichte von Arno Schmidt, die auch einem Sammelband den Titel gab. Die Geschichte erschien zuerst 1960 in der Zeit und wurde mehrfach nachgedruckt.

## Inhalt
Der Ich-Erzähler in der Geschichte resümiert zunächst sein eigenes Verhalten und geht der Frage nach, warum er gerne nachts spazieren geht. Er habe bereits bei Psychologen deswegen Gutachten erstellen lassen, die jedoch zu ganz konträren Ergebnissen kamen. Daher entscheidet er sich für eine ganz simple Erklärung („der eigentliche Grund dürfte sein, daß ich so schlecht sehe und es mir am Tage zu hell und zu heiß ist.“). Von dieser Feststellung geht er über in die Beschreibung seiner Beobachtung während der nächtlichen Spaziergänge, die oft in Fernfahrerkneipen enden. Dort beobachtet er die Charaktertypen, die, im Gegensatz zum Erzähler „etwas erlebt“ haben, beziehungsweise alle noch mitten im Erleben drin sind, und zwar heftig'. Er genießt offenbar die seltsame Stimmung, die einerseits kunstlicht-steril wirkt, andererseits durch die „Ernstzunehmenden, die Männer wie Weiber mit energisch-fleischverhangenen Gesichtern“ offenbar eine besondere Vulgär-Erotik erhält. Jedenfalls fällt ihm eine besondere breitschultrige Dame auf, die ihren Wert durch ihre Abstammung begründet („Mein Vater war Trommler beim Zaren: bei mir ist alles Natur!“), mit dem Satz, welcher am Ende der Geschichte nochmals als Einladung ausgesprochen wird. In dieser Fernfahrerkneipe nahe der Zonengrenze wird Cola mit Nescafé getrunken und während sie überschäumt, wird „mal eben die Wiedervereinigung besprochen und die Probleme der Globalisierung mit ein paar Zahlen auf den Tresen geklatscht“. Süffig-anzüglich, in Dialekt und teilweise polemisierend gegen die DDR gibt der Erzähler eine Schmuggelgeschichte wieder, die letztendlich dem Erzähler der Schmuggelgeschichte die Zuneigung der „Walküre“ beschert.

## Form
Schmidt verwendete für diese Geschichte Prosaformen, mit denen er Bewusstseinsvorgänge realistisch abbilden wollte. Die Reflexionen des Ich-Erzählers, die den Text über weite Strecken ausmachen, erinnern an Innere Monologe und in dieser Geschichte verbindet Schmidt Kneipenjargon mit „Spracharchäologie“. In der Abbildung der Alltagssprache nimmt er auf Orthographie und Syntax keine Rücksicht.
Die Handlung und die Monologe des Ich-Erzählers werden nicht in einem Kontinuum, sondern in kurzen und kürzesten Prosasplittern präsentiert. Das, was zwischen diesen Fragmenten passiert oder gedacht wird, muss der Leser sich bei dieser stark elliptischen Erzählweise selbst zurechtkonstruieren. Mit dieser Form wollte Schmidt darstellen, wie die menschliche Wahrnehmung und Erinnerung stark fragmentiert abläuft. Der Erzähler ist Ausdruck des „musivischen Daseins“ des Menschen. So sind die Wahrnehmungen oft Sprungbretter für die Reflexionen des Erzählers und bestimmte Gedanken und Emotionen sind unterschwellig vorhanden, müssen aber vom Leser selbst aus den Gedankensplittern erschlossen werden. In diesem Sinne ist auch die Floskel des Titels ein Platzhalter für eine ganze Palette unausgesprochener Gedanken und kommt als Klammer des Textes zugleich im letzten Satz vor.

## Rezeption
Die Erzählung wird von Liebhabern Arno Schmidts als zugänglich und amüsant bezeichnet und wird wahrgenommen als Ausdruck des Lebenshungers („Ich selbst hab’ ja nichts erlebt.“) In ihrer Zeitbezogenheit ist die Geschichte ein Zeitzeugnis des bundesrepublikanischen Nachkriegsdeutschlands. Bissig, aber gleichzeitig distanziert bildet sie Zeitgeschehen ab und ist gleichzeitig Kommentar dazu. Erst in den letzten Jahren sind Übersetzungen ins Englische und Französische entstanden.

## Ausgaben
- Trommler beim Zaren, autoris. Erstausg., Stahlberg, Karlsruhe 1966
- Trommler beim Zaren, S. Fischer, Frankfurt am Main 1985, 365 Seiten. ISBN 3-10-070619-6; ISBN 978-3-10-070619-5

Die Kurzgeschichte findet sich auch in dem Sammelband Aus der Inselstrasse (englisch: „Tales from Island Street“).
Übersetzungen:
- Histoires / Arno Schmidt ; traduction de l'allemand et postface par Claude Riehl. Éditions Tristram 2015. ISBN 978-2-36719-039-6